# Axel Ivan Pedersen
Axel Peder Ivan Pedersen, född 27 augusti 1905 i Skive, död 6 december 1965, var en dansk socialdemokratisk politiker, fackföreningsledare och nykterist. Han var folketingsledamot 1939-1945 och 1953-1973 och borgmästare i Morsø kommun 1945-1962.
Axel Ivan Pedersen var son till smeden Martin Pedersen (1883-1961) och Kathrine Christensen (1885-1929). Han växte upp i Nykøbing Mors, där han tog realexamen 1921. Han genomgick därefter kontorsutbildning på Andelsslagteriet i staden, där han sedan var anställd som kontorist (1921-1929) och kassör (1929-1934). Han upprättade sedan en egen skobutik 1935, som han drev till 1953. Han var samtidigt engagerad inom Socialdemokratiet, fackföreningen och nykterhetsrörelsen. Han var ordförande av nykterhetsförbundet Danmarks Afholdsforenings Ungdomsforbund (1930-1935), ordförande av fackförbundet Handels- og Kontorfunktionærernes Forbund (1932-1936) och initiativtagare till kooperativet Nykøbing Mors Andelsboligforening 1942, som han sedan var ordförande av till 1983. Han blev invald i Nykøbing Mors stadsfullmäktige 1933 och behöll detta mandat till 1978, varav som borgmästare 1945-1962. Som sådan var han därmed även ledamot i Kommunernes Landsforening (1967-1976), den danska motsvarigheten till Sveriges kommuner och landsting (SKL). Under hans ledarskap genomfördes omfattande utbyggnader och nybyggen till skolor, sjukhuset, gymnasieskola, äldrevården och energiförsörjningen.
Pedersen var folketingsledamot 1939-1945 och 1953-1973, och ägnade sig särskilt åt bostads- och trafikfrågor. Han var vice ordförande av partiets folketingsgrupp (1962-1968) och bostadspolitisk ordförande. Han var motståndare till Socialdemokratiets parlamentariska samarbete med Socialistisk Folkeparti efter valet 1966.